# Faezeh Haschemi

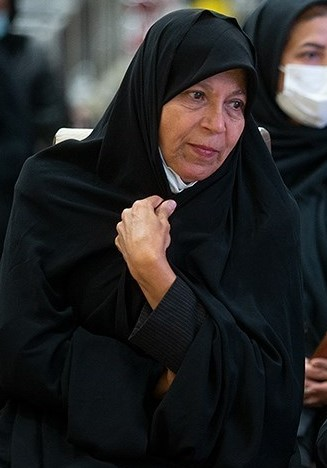
Faezeh Haschemi (2022)

Faezeh Hāschemi Rafsandschāni (persisch فائزه هاشمی رفسنجانی, DMG Fā’eze Hāšemī-ye Rafsanǧānī; * 1962) ist eine iranische Politikerin, Sportfunktionärin, Frauenrechtlerin und die Tochter des früheren Präsidenten Akbar Hāschemi Rafsandschāni. Faezeh Haschemi setzt sich öffentlich für die Rechte der Frauen im patriarchalen Iran ein. Sie brach einige Tabus, so förderte sie den Frauensport sowie das Radfahren in der Öffentlichkeit. Sie war die erste Politikerin, die es wagte, Jeans unter ihrem Tschador zu tragen.

## Politisches Leben
Bei der Wahl zur fünften Madschles, dem iranischen Parlament in Teheran, erhielt sie überraschend die zweitmeisten Stimmen nach Nateq Nuri. Es gab Gerüchte, dass sie vielleicht sogar den Spitzenplatz erreicht haben könnte, aber es wäre undenkbar gewesen, dass eine Frau gegen einen religiösen Führer im Iran gewinnt.
Obwohl 1996 mehr Frauen als je zuvor ins Parlament gewählt wurden (14 von 290 Sitzen), konnten keine Verbesserungen der Frauenrechte erreicht werden. Es wurden sogar zwei Gesetze beschlossen, die die Rechte der Frauen weiter einschränkten: So dürfen Ärzte nur noch Patienten gleichen Geschlechts behandeln und des Weiteren sollen Abbildungen und Diskussionen von Frauen nicht mehr veröffentlicht werden dürfen. Damit war es nicht mehr möglich, die Frauenrechtsdiskussion fortzusetzen. Im Jahr 1999 wurde Haschemis eigene Zeitung Zan verboten.
Für die nächste Legislaturperiode im Jahr 2000 wurde sie nicht erneut für die Wahl aufgestellt. Faezeh Haschemi ist derzeit Leiterin der Islamic Federation of Women Sport. Für ein Interview, das auf der Website Rooz Online veröffentlicht wurde, stand Faezeh Haschemi mit dem Vorwurf „regimefeindlicher Propaganda“ vor dem Teheraner Revolutionsgericht. In dem Interview hatte sie gesagt, Iran werde von Schlägern und Gaunern regiert. Vom September 2012 bis zum März 2013 war sie im Evin-Gefängnis inhaftiert.
Im Mai 2016 besuchte sie Fariba Kamalabadi, ein führendes Mitglied der iranischen Bahai-Gemeinde. Kamalabadi, die im Rahmen der religiösen Verfolgung der Bahai im Iran 2008 wegen „Spionage für Israel“, „Beleidigung religiöser Heiligtümer“ und „Propaganda gegen das System“ zu einer 20-jährigen Freiheitsstrafe verurteilt wurde, hatte zu diesem Zeitpunkt einen fünftägigen Hafturlaub. Haschemi, die Kamalabadi in ihrer eigenen Haftzeit kennengelernt hatte, sah sich aufgrund des Besuchs heftigen Anfeindungen seitens konservativer Politiker und Presseorgane ausgesetzt. Ihr Vater bezeichnete den Besuch als „großen Fehler, der wieder richtiggestellt werden“ müsse.
Im Zuge der Proteste im Iran infolge des Todes von Mahsa Amini wurde Haschemi am 28. September 2022 festgenommen. Nach Angaben der Nachrichtenagentur Tasnim wurde ihr Unterstützung der Frauenproteste in der Hauptstadt Teheran vorgeworfen. Sie habe versucht, Frauen zur Teilnahme an den Protesten zu motivieren, was als Straftat gilt. Laut Medienberichten wurde sie Mitte September 2024 wieder aus dem Teheraner Evin-Gefängnis entlassen.

## Belege
1. ↑  Christian Meier: Eine Tasse Tee mit Folgen. Die Tochter eines Ajatollahs hat eine Debatte über die Situation der Bahai in Iran angestoßen. In: Frankfurter Allgemeine Zeitung. 9. Juni 2016, S. 8.
2. ↑  Kasra Naji: Political storm in Iran as Rafsanjani’s daughter meets Bahai leader. In: BBC News. 18. Mai 2016, abgerufen am 19. Mai 2016 (englisch).
3. ↑  Iran: Tochter des Ex-Präsidenten Rafsandschani verhaftet. In: FAZ.net. 28. September 2022, abgerufen am 19. September 2024.
4. ↑  Iran: Tochter von Irans Ex-Präsident offenbar aus Haft entlassen. In: zeit.de. 19. September 2024, abgerufen am 19. September 2024.

| Personendaten    | Personendaten                  |
| ---------------- | ------------------------------ |
| NAME             | Haschemi, Faezeh               |
| ALTERNATIVNAMEN  | Hāschemī Rafsandschānī, Faezeh |
| KURZBESCHREIBUNG | iranische Politikerin          |
| GEBURTSDATUM     | 1962                           |